# قلي كندي (تشاراويماق)
قلي كندي (بالفارسية: قلی‌کندی) هي منطقة سكنية تقع في قسم قوريتشاي الشرقي الريفي في إيران. يقدر عدد سكانها بـ 100 نسمة .